# Barcarozsnyó
Barcarozsnyó (1910-ig Rozsnyó, románul Râșnov, németül Rosenau, szászul Rusnâ, latinul Comidava) város Romániában, az erdélyi Barcaságban, Brassó megyében.

## Fekvése
Brassótól 15 km-re délnyugatra, a Vidombák patak partján, a Törcsvári-szoros bejáratánál fekszik.

## Nevének eredete
Nevének végső forrása valószínűleg a szláv žrŭnovy ('malomhoz tartozó'). Ebből népetimológiával keletkezhetett a nyelvjárási német alak (első említése 1331-ből: Rosnou) – utóbbi a német Rosenau ('rózsaliget') szónak felel meg. Román neve az egyik 14. századi névváltozat átvétele (1377-ben Rasnow). Magyar neve szintén a németből származik, előtagját pedig a helységnévrendezés során a felvidéki Rozsnyótól való megkülönböztethetősége érdekében toldották hozzá.

## Története
A rómaiak Cumidava vagy Comidava néven 106 után castrumot építettek a mai várostól négy kilométerre északkeletre. Valószínű, hogy azonos néven a város határában korábban dák erőd is létezett, de nem világos, hogy a castrum helyén vagy a várhegyen. A castrum 250 körül leégett. A rozsnyói várat egyes vélemények szerint a Német Lovagrend építette 1215 körül, mások az első, 1241–42-es tatár betörés utánra teszik építését. Első írásos említése 1331-ből való, 1335-ben már ellenállt a tatárok támadásának. A település első lakói szász telepesek voltak, a 14. század végétől költöztek be déli fertályára görögkeletiek. Őket a korabeli iratok bolgároknak nevezik, de valószínűbb, hogy vlachok lehettek (negyedüket a brassói Bolgárszeghez hasonlóan Belgereynek nevezték, közösségük 1526-ban 95 családból állt). 1421-ben a török dúlta fel a települést. 1427-ben a vár a város birtoka lett. Ugyanezen évben az itt időző Luxemburgi Zsigmond vásártartási joggal látta el. 1513-ban ismét a török pusztította, 1585-ben leégett. 1637 és 1644 között üvegcsűr működött benne. 1612-ben Báthory Gábor foglalta el a várat, miután a védőknek elfogyott az ivóvizük. 1655-ben és 1658-ban a tatár, 1660-ban Mikes Mihály kancellár hadai eredménytelenül ostromolták a várat, de a várost feldúlták. 1688-ban Badeni Lajos őrgróf csapatai fosztották ki. 1708-ban Rabutin a császári haderő parancsnoka felégettette, majd 1718-ban ismét leégett, 1719-ben pedig pestisjárvány pusztította.

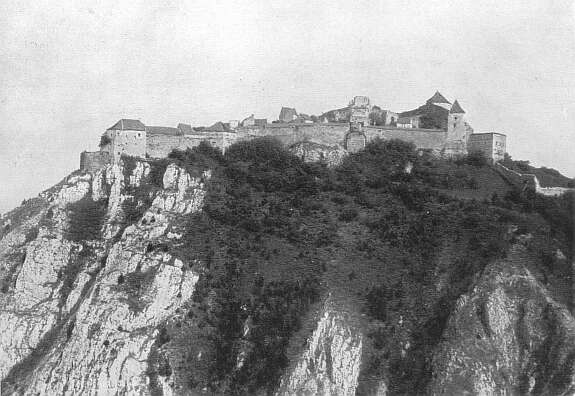
Rozsnyó vára, Varjú Elemér: Magyar várak. Ungarische Burgen. Forteresses Hongrois. Hungarian Fortresses, Budapest, 1933.

1750-ben 609 adózó háztartásával a Barcaság második legnépesebb települése volt. Céhes iparai közül a 18. században jelentőssé vált a Törcsvár vidéki juhtartó falvakra alapozott gyapjúfeldolgozás. A brassói Marcu családnak 1792–1793-ban üveghutája volt a Vidombák-patakon, amely 1805-ig működött. Az angol utazó, Charles Boner említi kereskedelmi jelentőségű méhészkedését. Első gyógyszertárát 1808-ban alapították. 1879-ben uszodát létesítettek. 1876-ban községgé minősült vissza és Brassó vármegye Felvidéki járásához csatolták. Határából a szász gazdák 1909-ben 8048, a románok 3663 hold földet birtokoltak.
1880-ban csupán egy ipari üzem működött Rozsnyóban: egy posztó- és festékgyár. 1915 és 1917 között két fűrészüzem létesült benne – 1929-ben az egyiket megvásárolta a község, a másik ugyanakkor leégett. A két világháború között öt új ipari vállalata jött létre: egy szerszámgyár, egy kötöttárugyár, egy gyapjúfonó, egy játékgyár és egy szeggyár. 1930-ban posztógyárát megvásárolta a brassói Scherg cég. Szerszámgyára 1936-ban ugyancsak egy brassói vállalaté lett, majd 1939-ben Getop néven önállósult.
1902-ben két angol hittérítő látogatásának a hatására kis ideig, Erdélyben elsőként egy német nyelvű evangélium szerinti keresztyén gyülekezet működött Rozsnyóban. 1906-ban vízerőmű épült mellette, amely többek között a zernesti gyárak energiaigényét is fedezte. 1950-től város. A szászok vagyonuktól való megfosztása után és az iparosítás idején főként moldvai, Argeș megyei, Törcsvár vidéki és bodza-vidéki románok települtek be. A szocializmus idején délnyugati részére lakótelepet építettek.

## Lakossága
Erdély legdélebbi szász települése.

1771-ben 1499 szász, 895 román és 138 cigány lakosa volt.

Az 1821-es Tudor Vladimirescu-felkelés bukása után 807 havasalföldi menekült a városba, és néhányan le is telepedtek ott.

1850-ben 4094 lakosából 1935 román, 1768 német és 378 cigány nemzetiségű, felekezet szerint 2313 ortodox és 1772 evangélikus.

1910-ben 4887 lakosából 2757 román, 1806 német és 246 magyar anyanyelvű, 2817 ortodox, 1748 evangélikus, 176 római katolikus és 105 református vallású volt.

2002-ben 15 456 lakosából 15 002 román, 288 magyar és 150 német anyanyelvű, 14 376 ortodox és 420 római katolikus vallású.

## Látnivalók

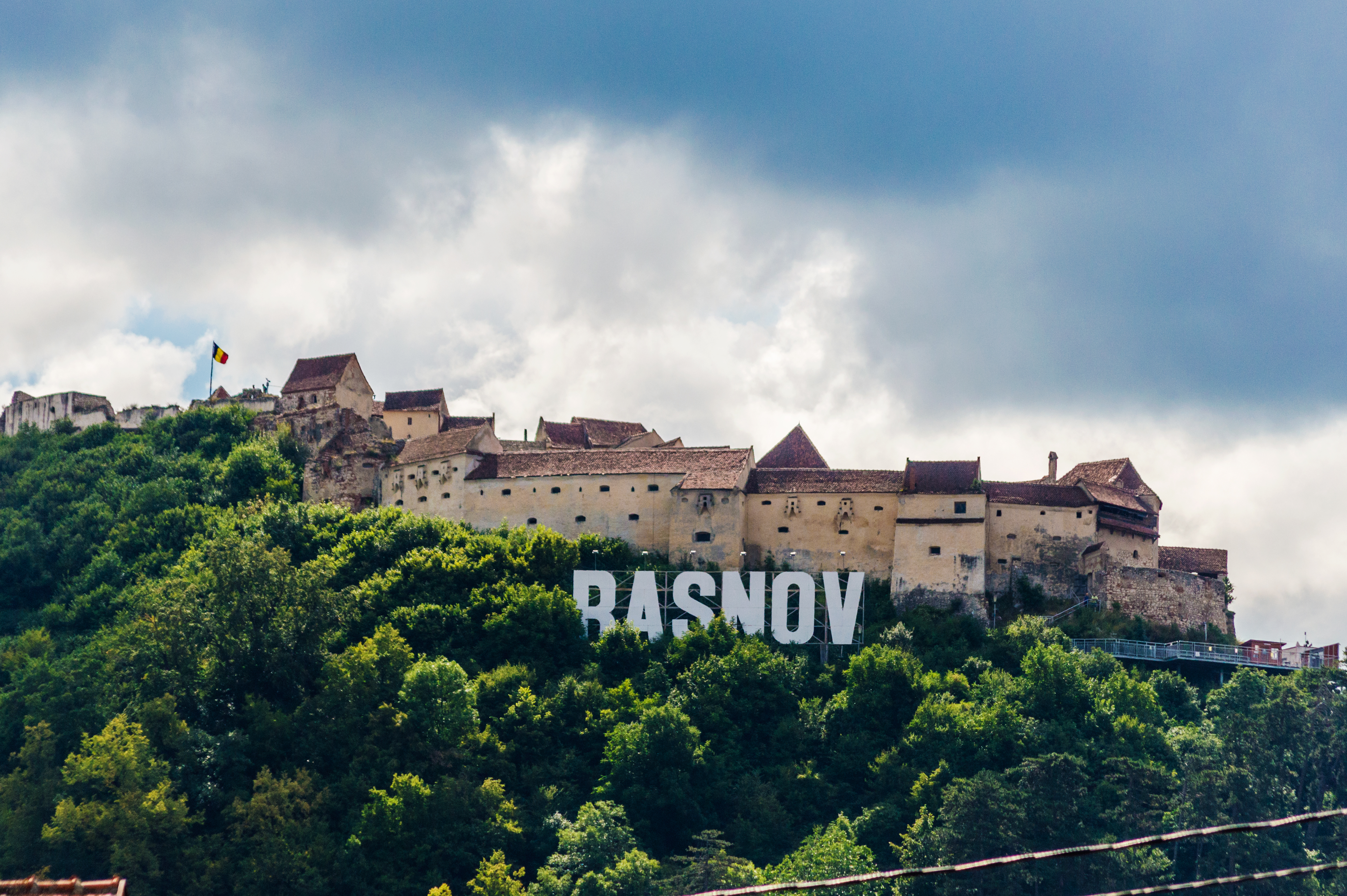
Barcarozsnyó vára

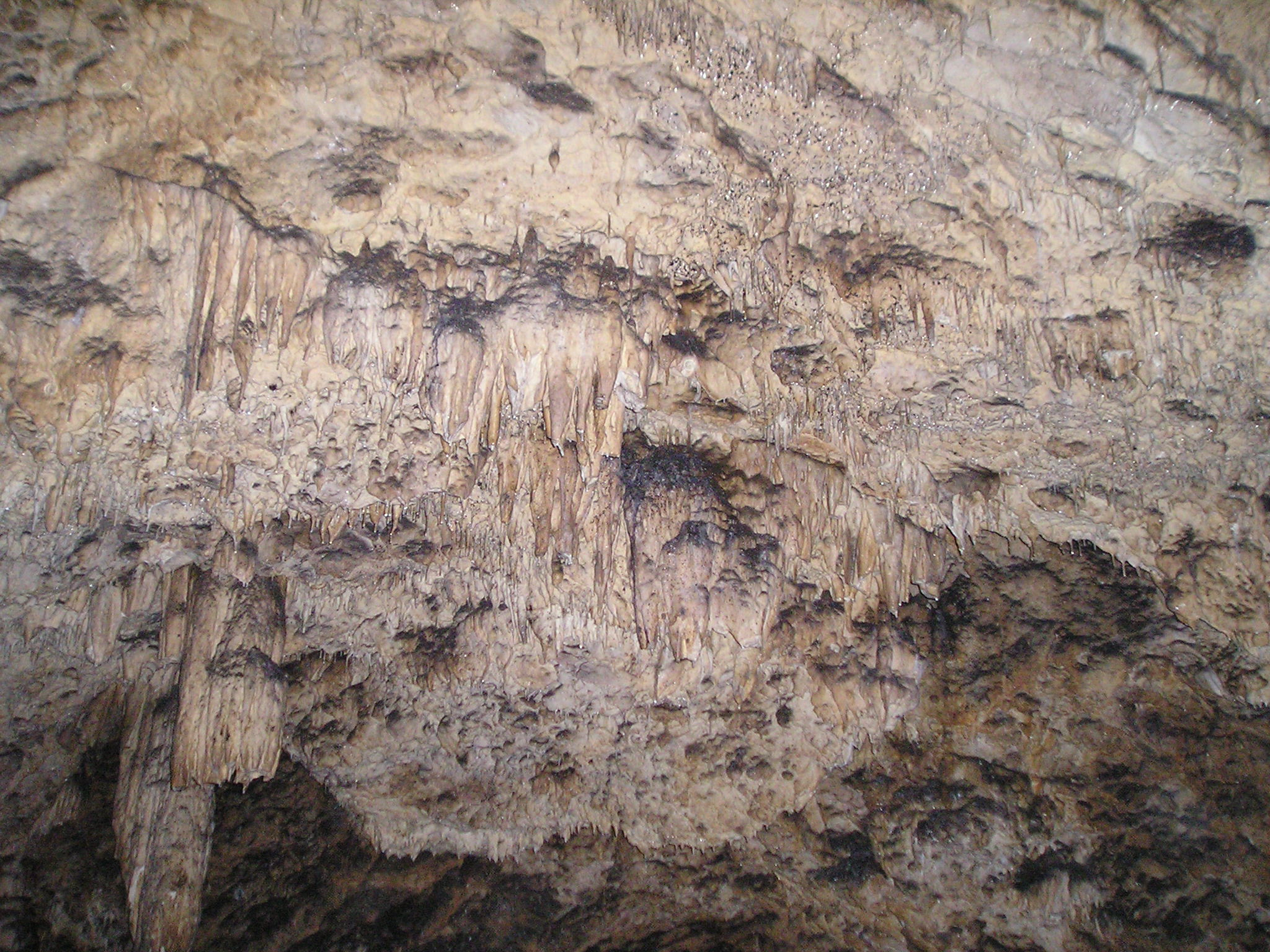
A cseppkőbarlang részlete

- Erdély legnagyobb parasztvára. Mai formájában a város szász lakossága építette ki a 15. században és Báthory Gábor 1612-es ostroma után. Ha sereg közeledett, a rozsnyóiak felköltöztek a vár falai mögött fölhúzott lakóépületekbe és itt, mintegy ideiglenes faluban várták ki a veszély elvonulását. Falai átlagosan öt méteres vastagságúak. A várudvaron lévő 146 méter mély kutat 1623 és 40 között állítólag két török hadifogollyal fúratták ki, miután a vízutánpótlás korábbi, ciszternás megoldása Báthory Gábor ostrománál kudarcot vallott. A felső várban 1650-ben épült a 2000-es években újjáépülő kápolna. 1718-ban a vár leégett, 1802-ben földrengés rongálta meg. Ezután építették az alsó várban ma látható épületeket. Sonkát és szalonnát tároltak benne. Utoljára 1848-ban használták a város polgárai védelmi célra, amikor ide menekültek Bem serege elől. A vár kedvező fekvésének köszönhetően nyaranta látogatott turistacélpont. Az utóbbi években gyorsan halad felújítása, a várudvar egyik épületében pedig kiállítást rendeztek be. Megközelíthető a főtér egyik telkéről induló meredek ösvényen és keletről, a brassói Rakodó-negyed (Valea Cetății) felől szekérúton.
- Evangélikus templomát eredetileg a 13. században építették, de mai formáját inkább a 15. századi gótikus átalakítás határozza meg. 1831–33-ig várfal vette körül.
- A város régi román külvárosában áll az 1384-ben emelt ortodox templom, Erdély délkeleti részén a legkorábbi fennmaradt görög rítusú vallási építmény (régebbi a brassói Szent-Miklós-templomnál). Tornya 1773-ból való. Ikonosztázát 1775–1778-ban Mișu Popp készítette.[11] Szép falfestmények díszítik. A 19–20. század fordulóján még egy különös helyi szokás tiltotta el a hajadon román nőket a templomba járástól.[12]
- A Brassópojánára tartó, kék sávval jelzett turistaút a régi ortodox templomtól indul, és érinti a Rozsnyói-barlangot (Peștera Râșnoavei) és a Bálványkőt (Bisericuța Păgânilor).
- A Predeálra tartó "73A" útról balra a Cheia menedékháznál lefordulva néhány száz méter után nyílik a Rozsnyói-sziklaszoros (Cheile Râșnovului) a sziklamászók és a kötélugrás kedvelőinek gyakorlóterepe.
- A város keleti zöldövezetében fekvő Valea Cetății ('várvölgy') pihenőhely szabadtéri stranddal, sportpályákkal és kempinggel. A 958 méteres hosszúságú Peștera Valea Cetății cseppkőbarlang 2011-től kezdve látogatható.
- Az önkormányzat 2006-ban tervbe vette a városmag történeti szempontú felújítását. A tervek közt szerepel a várba vezető fogaskerekű vasút megépítése is.
- 2015-ben nyílt meg a barcarozsnyói Dinó Park, amely az ország legnagyobb ilyen jellegű parkja.[13]

## Híres emberek
- Itt született 1805-ben Georg Hill, a bukaresti Sfântul Sava Kollégium tanára, Florian Aaronnal a România c. lap szerkesztője, vele és Petrache Poenaruval 1840–41-ben egy kétkötetes, 45 ezer szócikkes francia–román szótár összeállítója.[14]
- Itt született 1918-ban Papp Gábor reklámgrafikus.
- Itt született 1925-ben Hans Bergel író.
- Itt született 1927-ben Petru Neiescu nyelvész, nyelvjáráskutató.
- Itt született 1930-ban Erich Bergel karmester.

## Galéria

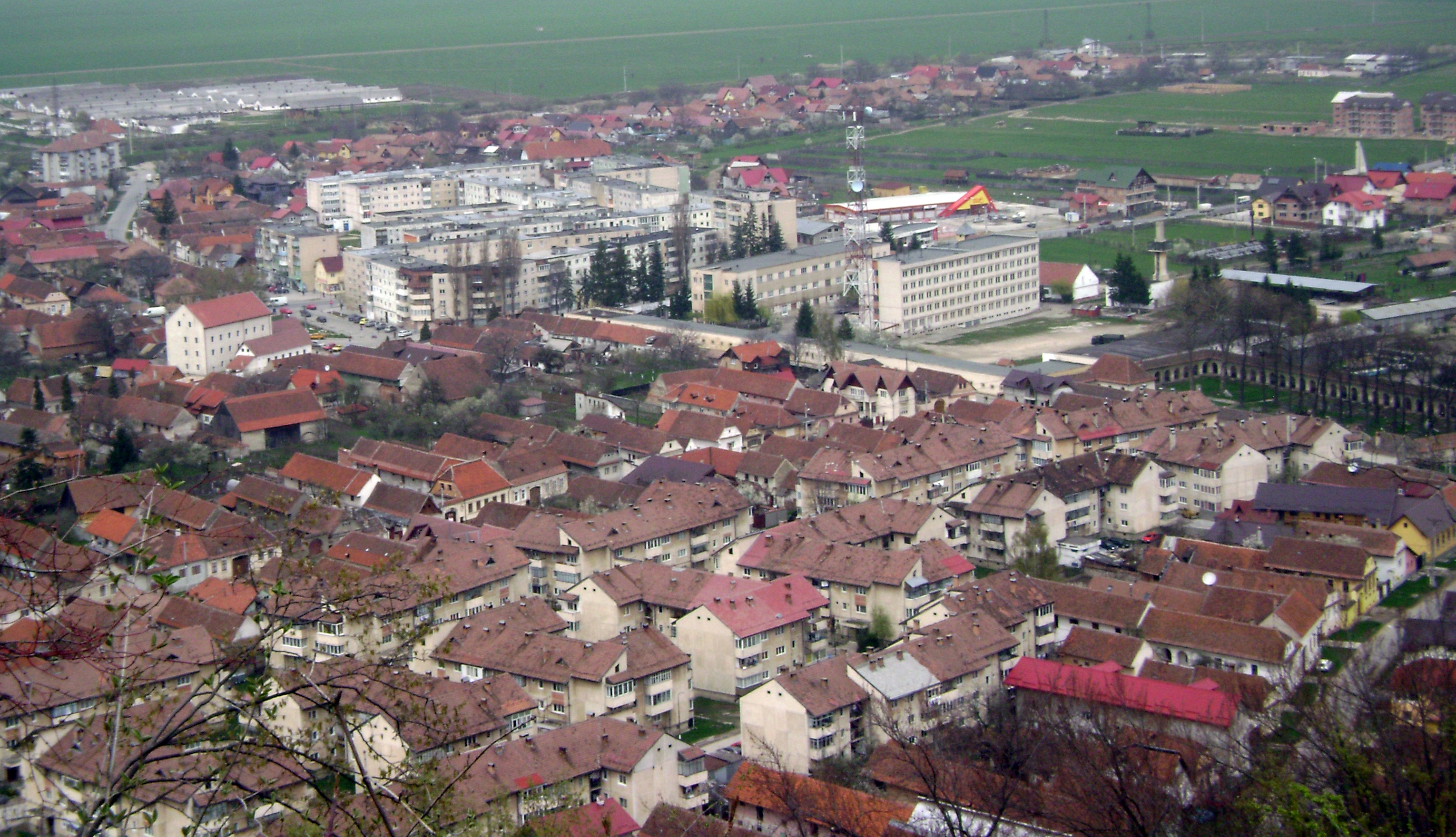
Látkép a várból
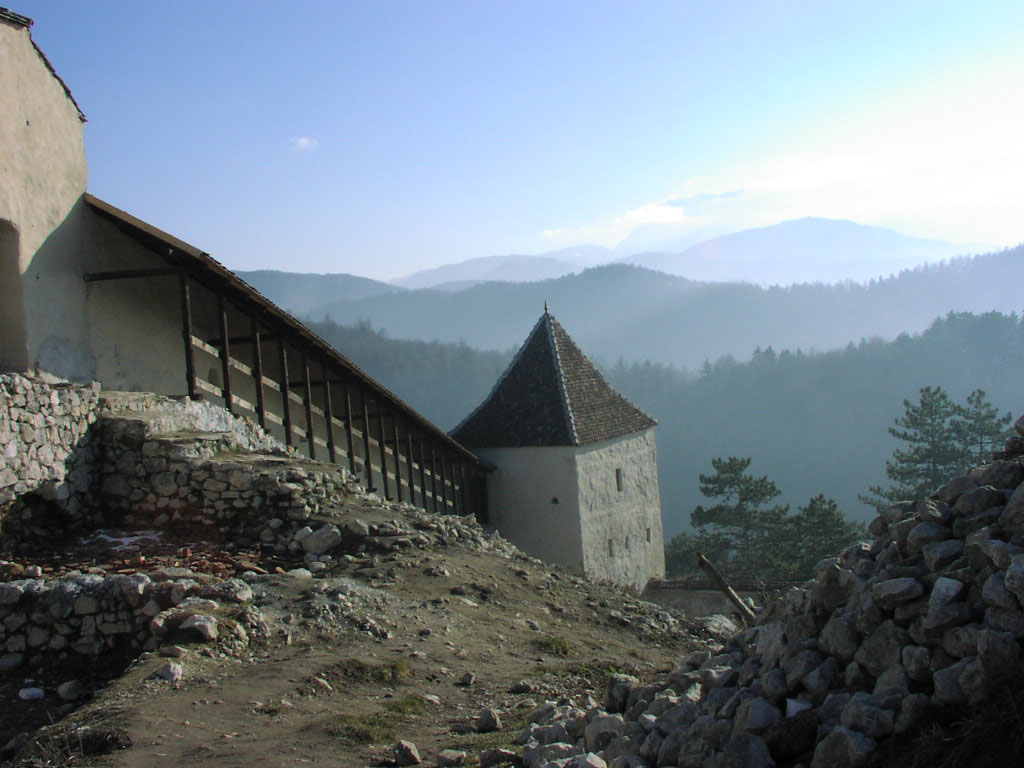
Rozsnyói vár
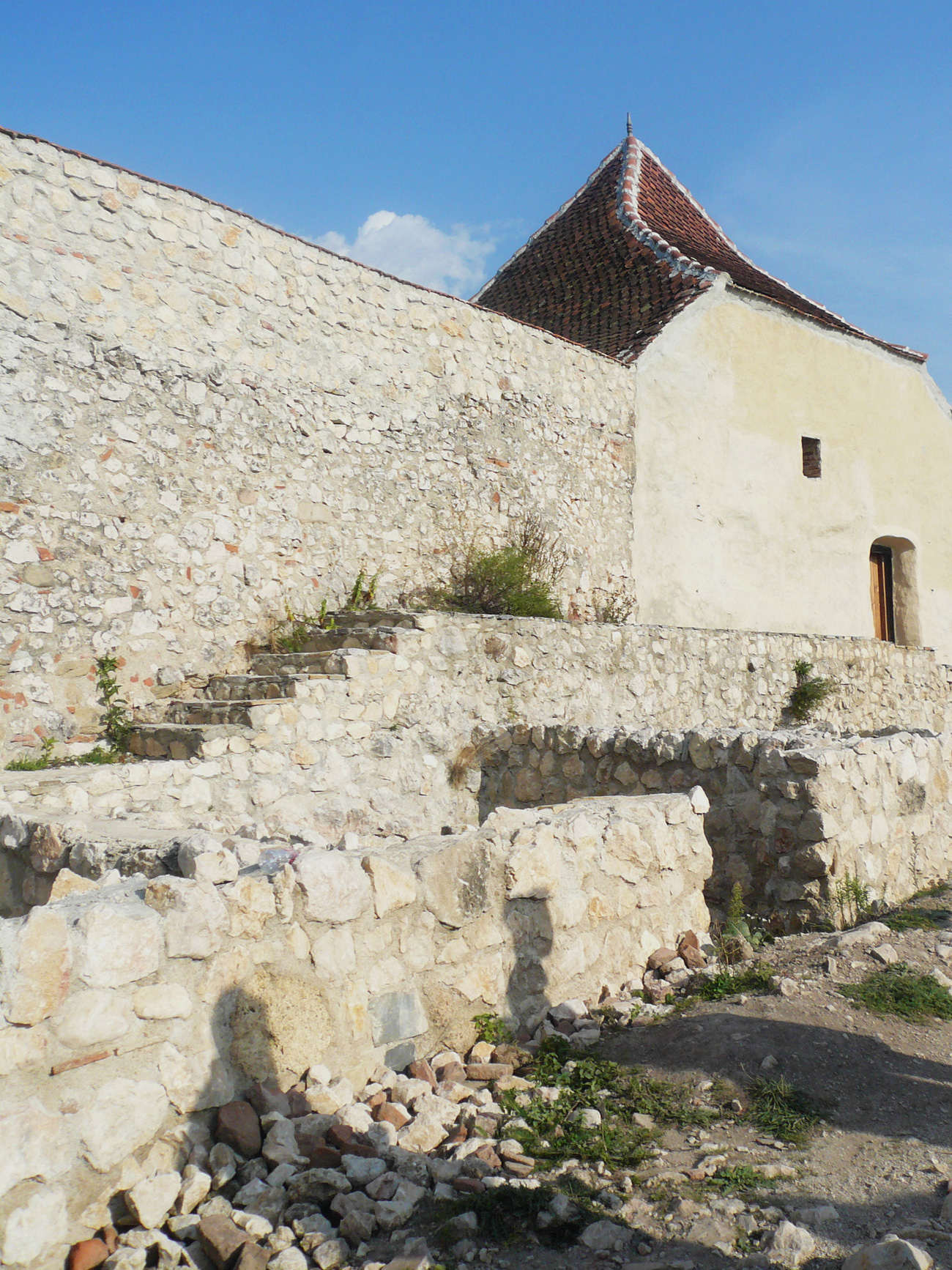
A rozsnyói vár belülről
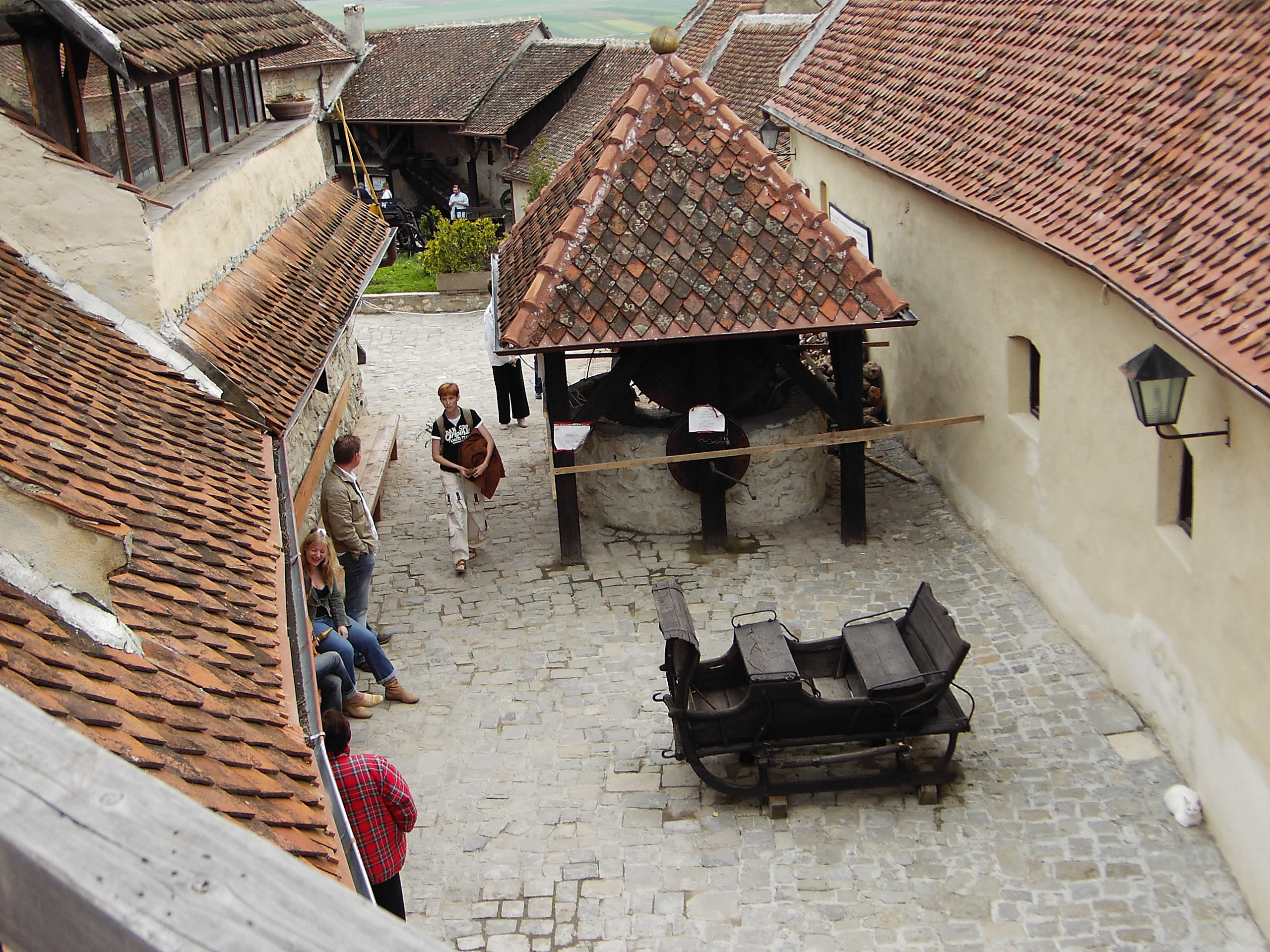
A vár kútja
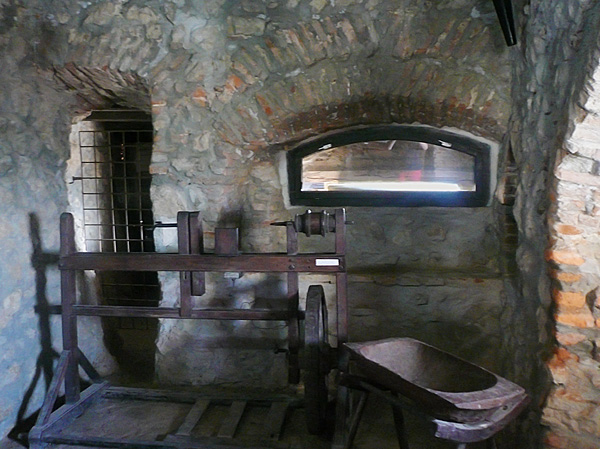
Rozsnyói múzeum
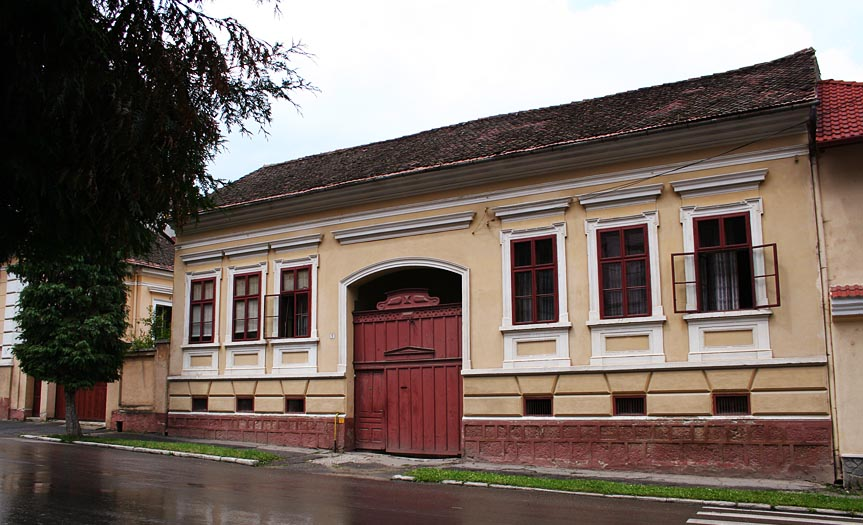
Szász ház
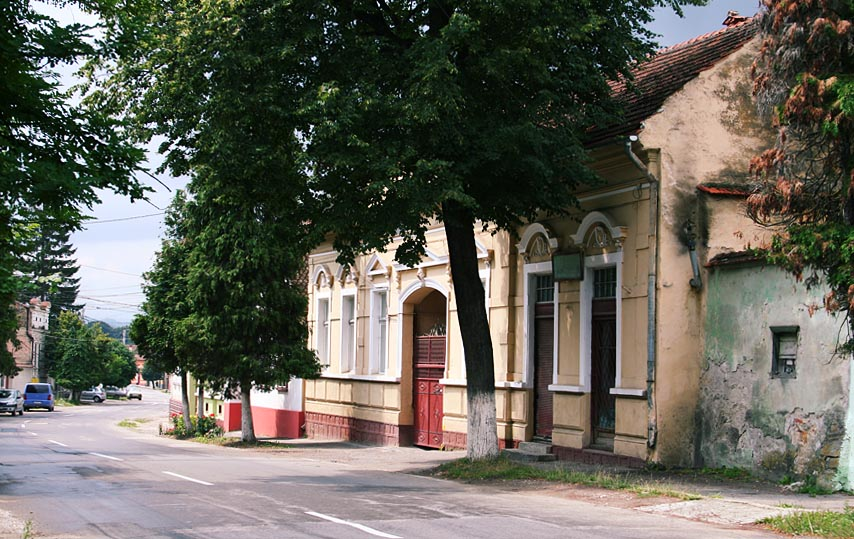
Caragiale utca
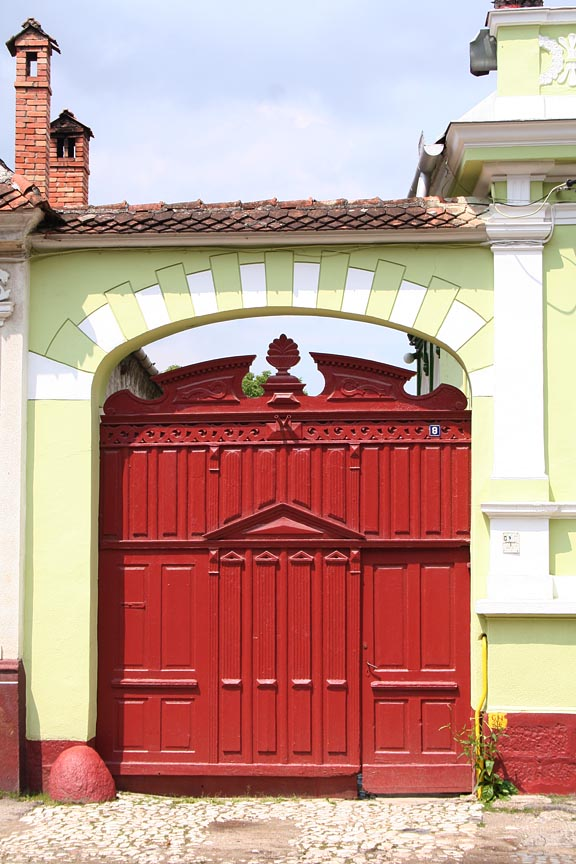
Jellegzetes kapu
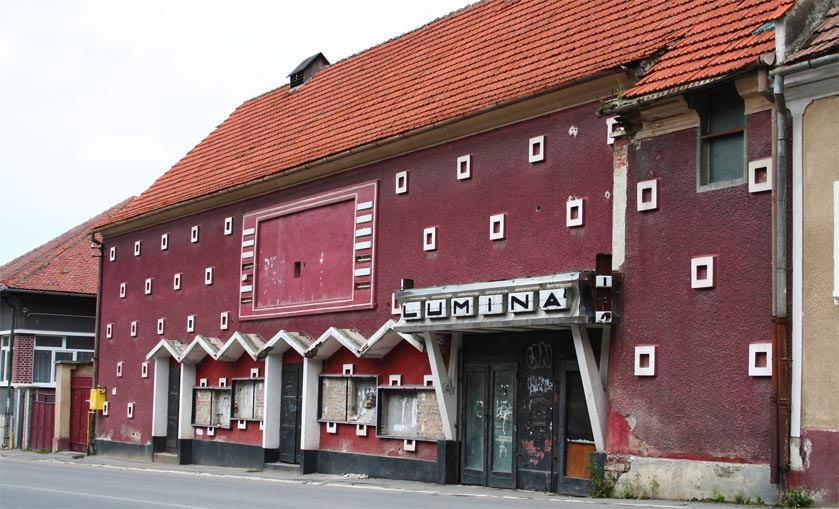
Az öreg mozi
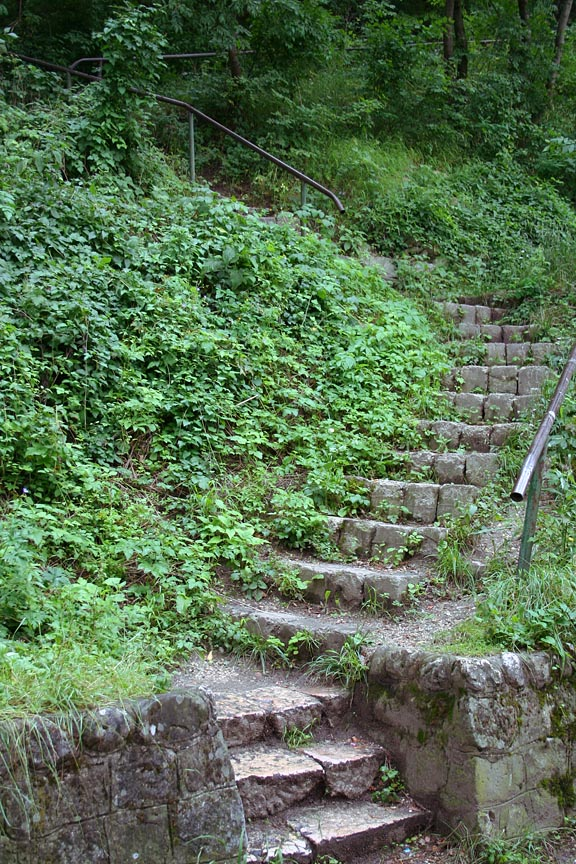
Lépcsők a rozsnyói várhoz
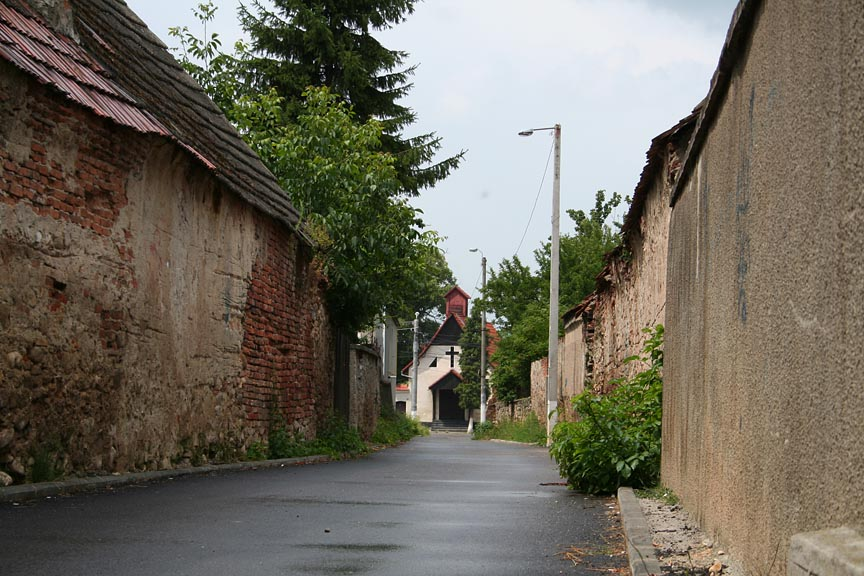
Utca Rozsnyóban
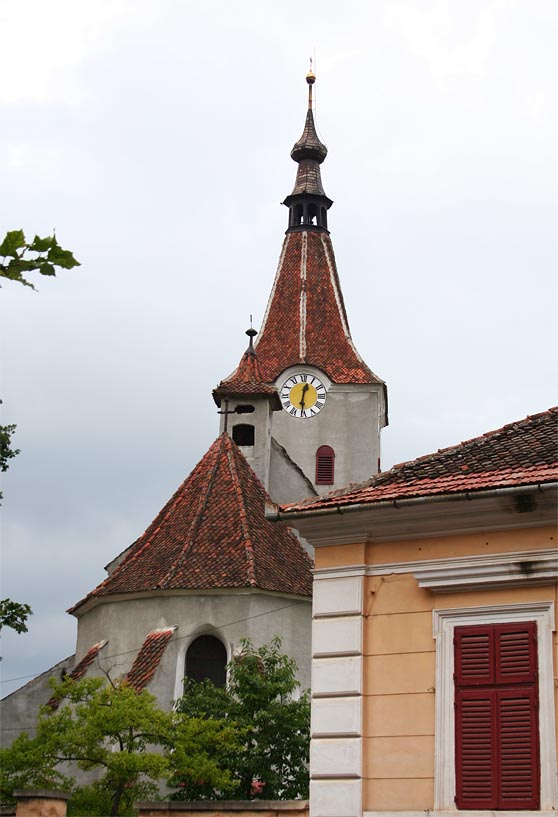
Evangélikus templom
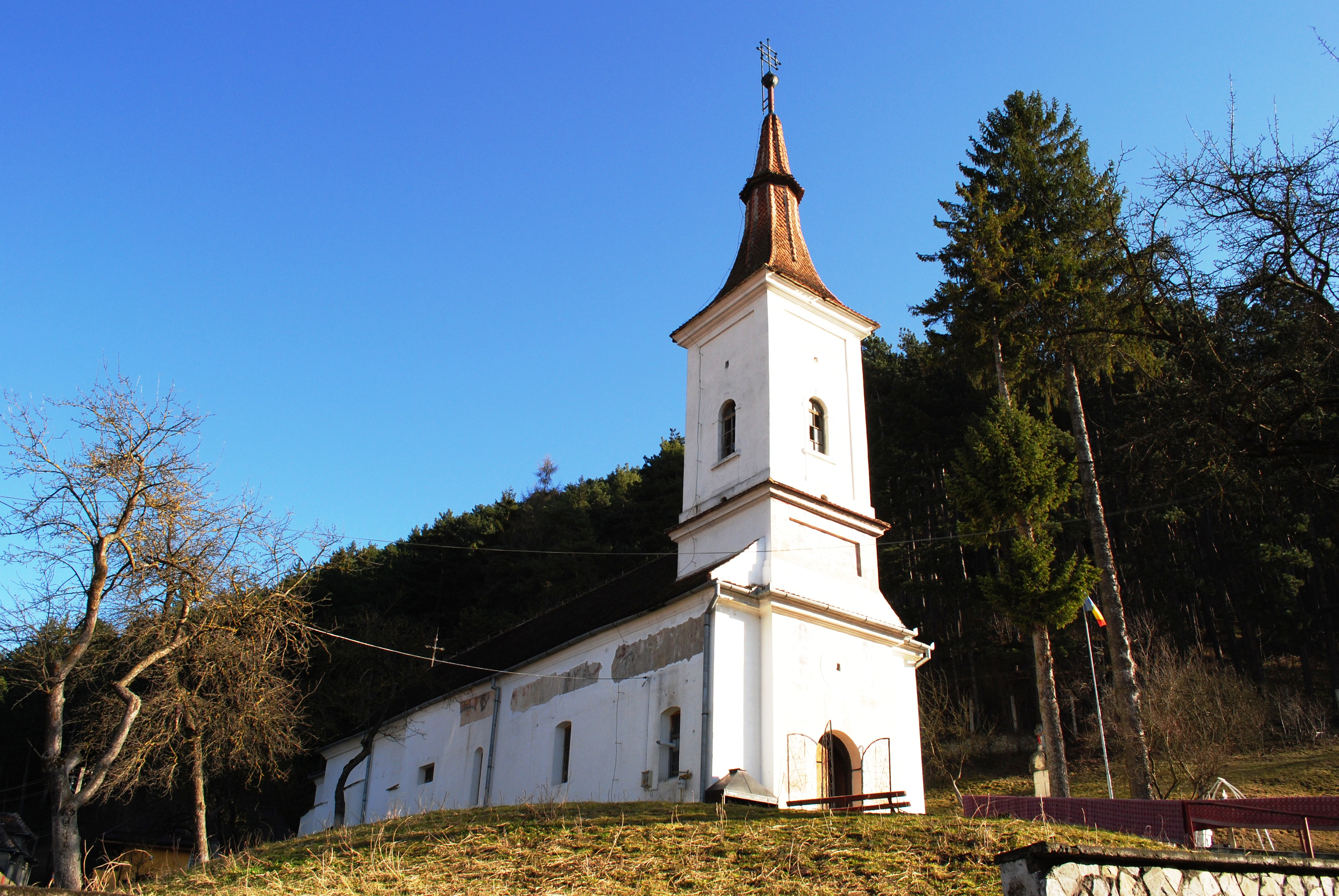
Az ortodox templom
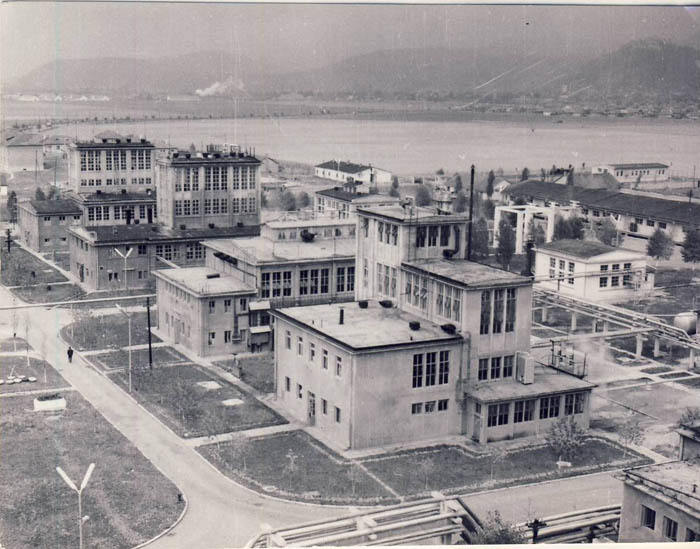
A műanyaggyár 1963-ban